# 1997年欧洲超级杯
1997年欧洲超级杯是第22届欧洲超级杯。赛事于1998年1月8日和3月11日分别在巴塞罗那诺坎普球场和多特蒙德威斯特法伦球场举行，由1996–97年欧洲冠军联赛冠军多特蒙德对阵1996–97年歐洲盃賽冠軍盃冠军巴塞罗那。巴塞罗那最终以总比分3–1获得冠军。